# Sztorm 68
Sztorm 68 – polski zespół muzyczny założony w Krakowie w 1991 r. Założyciele kapeli wywodzą się ze środowiska narodowych skinheadów. Ich muzyka zaliczana jest do nurtu oi! i RAC, a przez niektórych autorów zaliczani są do tzw. redskins. Twórczość zespołu odbierana jest bardzo różnie, często niejednoznacznie, na co wskazują takie określenia jak: ciekawa, niedoceniana, kontrowersyjna, szorstka, ale też groteskowa, a sam zespół jest uznawany za legendarny. W treści utworów zaś w różnych okresach czasu poruszane były tematy typowe zarówno dla sceny oi! jak kontekst robotniczy, chuligański, szarości życia, ale i zabawy, sceny RAC, w tym patriotyzm czy nacjonalizm, ale też redskins, obejmujące między innymi odwołania do rewolucji, rządów ludowych, obalenia kapitalizmu czy pochwalające pewne aspekty dyktatur komunistycznych. Ponadto zawarte jest w niektórych utworach negatywne lub co najmniej ostrożne spojrzenie na „zachód”, jego gospodarkę, ekonomię, wzajemne stosunki czy kulturę. W utworach pojawiają się także treści antysemickie. Te dwa ostatnie wątki zawarte w przekazach niesionych przez poszczególne utwory muzyczne uznawane są przez niektórych autorów publikacji za pochwałę komunizmu, co jednak niekoniecznie jest ich celem oraz właściwą interpretacją, choć niewątpliwe grupa reprezentuje narodowo-socjalistyczne skrzydło RAC. Część autorów publikacji określa zespół jako legendę i ikonę sceny nacjonalistycznej oraz skinheads.

## Historia
Zespół powstał w 1991 r. w Krakowie (Nowa Huta). Muzycy, który założyli kapelę, wywodzą się ze środowiska narodowych skinheadów. Od początku swojej działalności kapela wzbudzała kontrowersje, także w samych środowiskach narodowych. Członkowie zespołu sympatyzowali między innymi z Patriotycznym Frontem Lewicy Socjalistycznej oraz pochwalali działania Zjednoczenia Patriotycznego „Grunwald”. W tym okresie działalności grupa zagrała także koncerty, między innymi w Krakowie, Szczytnie (razem z grupą Deportacja 68), a w 1992 r. z grupami Zadruga, Trykwert, Potop. Trzy pierwsze koncerty grupy kończyły się bójkami, gdyż zespół uznawany był za komunistyczny, co wielu osobom się nie podobało, a przecież koncerty miały miejsce niedługo po zakończeniu transformacji ustrojowej w Polsce, która ledwo co zamknęła okres PRL. Podczas koncertu w Szczytnie atak został podobno przeprowadzony przez uczniów miejscowej szkoły policyjnej. Byli oni praktycznie nieodróżnialni od skinheadów, gdyż byli podobnie jak oni krótko ostrzyżeni i ubrani w jednolite, kurtki lotnicze koloru czarnego. Inny koncert Sztorm 68 zagrał w Żorach, wspólnie z grupą Szczerbiec. Pomiędzy fanami obu grup, mimo podobieństwa między zespołami, istniała jawna wrogość i tu również doszło do bójki. Na początku lat 90. XX wieku miał miejsce koncert we Wrocławiu, na którym Sztorm 68 grał obok Konkwisty 88. Takie zestawienie odmiennych przekazów był dość dziwny i tu również ostatecznie doszło do przepychanek, awantury oraz rozłamu między zróżnicowanymi grupami skinheadów. Koncert opuściła wówczas krakowska grupa fanów Sztormu 68, ale i także wrocławska narodowo-katolicka frakcja skupiona wokół zespołu Legion. Niektórzy wskazują, że to właśnie ówcześnie zapoczątkowany został rozłam i wrogość grup określanych jako neosłowianie, narodowi katolicy i neonaziści.
Kapela aktywnie działała do około 1994 r. / 1996 r. Następnie jedynym przejawem jej działalności było nagranie pięciu utworów zamieszczonych na wydanym w 2004 r. splicie, na którym oprócz nich znalazły się również utwory zespołu The Gits. Pojedyncze nagrania zespołu zamieszczono także na wydawanych w tym samym okresie składankach serii „Muzyka ulicy muzyka dla mas” (vol. 1 i vol. 2). Kolejna przerwa w działalności kapeli trwała około dekadę.
Zespół powrócił do działalności w 2013 r. W tym właśnie roku wydał nowy album, zatytułowany „Gołąbek pokoju”. Premiera albumu miała miejsce 1 września 2013 r. Był to pierwszy album tego zespołu wydany na płycie kompaktowej. W tym czasie zespół powrócił także do koncertowania. W dniu 7 czerwca 2014 r. miał odbyć się wspólnoty koncert zespołów Sztorm 68, GAN, Hippie Raus i Slavic Rebirth zorganizowany przez kibiców piłkarskiego zespołu Arka Gdynia (Casuals Arka Gdynia – Gdyńscy Nacjonaliści). Jednak z powodu śmierci Wojciecha Jaruzelskiego w ramach żałoby koncert odwołano. Według jednego ze źródeł miał to być zaledwie 7 koncert zespołu, bowiem według autora publikacji we wcześniejszych latach kapela wystąpiła na scenie tylko 6 razy.
Późniejsza reaktywacja grupy nie przyniosła zasadniczych zmian. Podczas jednego z koncertów również jak przed laty doszło do bijatyki z nazistami.
Według jednego ze źródeł na 2023 r. zespół zakończył definitywnie swoją działalność.

## Skład i powiązania
Skład zespołu w jego historii zmieniał się wielokrotnie. Jego członkami w różnych okresach czasu byli:
- początkowo:
  - Janusz[11][12][13], Kelian (pseudonim)[9], Janusz Palian – wokal[8][14], frontman[9],
  - Tomek[11][12][15], Tomasz Obrączka – gitara[8][14]
  - Alek[11][12], Aleksander W. – perkusja[8]
  - Bartek – gitara basowa[8]
- a w późniejszych różnych okresach:
  - Igor – gitara, wokal w tle[13]
  - Cinek, Marcin, Marcin Cinek – perkusja, gitara, wokal w tle[13][15]
  - Robert – gitara basowa[12].

Wokalista zespołu działał wcześniej (przed przystąpieniem do zespołu Sztorm 68) w kapeli nurtu oi! o nazwie Kwiat Jabłoni. Był także związany z zespołem Szczerbiec. Skład zespołu w kolejnych latach zmieniał się i przykładowo przy realizacji albumu „Gołąbek pokoju” z 2013 r. uczestniczył jeden z muzyków kapeli Ofensywa. Nieżyjący już były gitarzysta zespołu Tomasz Obrączka grał także w zespole Grunwald i BTM. Grający w zespole na gitarze basowej Bartek występował wcześniej w zespole Zawisza. Zaś Aleksander W. był laureatem Festiwalu Piosenki Żołnierskiej w Kołobrzegu. W późniejszym okresie w pracach zespołu uczestniczyli także inni muzycy. Można tu wymienić Cinka, grającego na perkusji przy nagraniach do albumu „Muzyka Dla Elity!”, znanego także między innymi z zespołu Lumpex 75.
Skład w wybranych latach, między innymi, w których zespół wydał określony album muzyczny:
| Członek | lata 90. XX wieku | 2004 r. | 2013 r. | 2014 r. |
| ------- | ----------------- | ------- | ------- | ------- |
| Alek    | Tak               | Tak     | Nie     | Tak     |
| Bartek  | Tak               | Nie     | Nie     | Nie     |
| Cinek   | Nie               | Tak     | Tak     | Nie     |
| Igor    | Nie               | Nie     | Tak     | Nie     |
| Janusz  | Tak               | Tak     | Tak     | Tak     |
| Robert  | Nie               | Tak     | Nie     | Tak     |
| Tomek   | Tak               | Nie     | Nie     | Tak     |

## Twórczość
Pod względem muzycznym zespół inspirował się i można w jego twórczości odnaleźć takie gatunki muzyczne jak oi!, hardcore punk i RAC (Rock Against Communism). Jedna z opinii o muzyce określa ją jako rytmiczny, wręcz mechaniczny Oi z bogatym gitarowym tłem. Z innych określeń muzyki zespołu można tu wymienić takie jak brudne, rzężące brzmienie. Do tego należy tu ująć fakt bardzo charakterystycznego, charczącego głosu wokalisty, dobrze wpasowującego się w muzykę. Niektóre partie śpiewane przez niego przechodzą wręcz momentami w desperacki skowyt.
W zakresie przekazu zawartego w warstwie tekstowej utworów muzycznych to oprócz tematów typowych zarówno dla sceny oi! jak kontekst robotniczy, chuligański, szarości życia, a w podsumowaniu także o piciu alkoholu, biciu i życiu, ale również i zabawy, głosi także przekaz patriotyczny, narodowy oraz stosunkowo radykalne hasła nacjonalistyczne, socjalistyczne, antysyjonistyczne, antyamerykańskie i ogólnie anty „zachodnie” oraz pochwalające pewne aspekty komunizmu i okresu PRL, czy jak podają niektórzy przeciwnicy – wprost hasła komunistyczne, a w ostatecznym rozrachunku narodowo-socjalistyczne. Przypisuje się także tej twórczości treści neosłowiańskie. Między innymi z tego powodu twórczość ta jest uważana za kontrowersyjną. W późniejszych utworach zespołu dostrzegalna jest jednak pewna doza odejścia od początkowo prezentowanych idei, rozczarowanie, rozgoryczenie brakiem zmian, impasem, prozą i szarością życia, poprzetykaną jedynie weekendowymi rajdami po barach, alkoholem, bijatykami.
Jednym z najbardziej znacznych utworów muzycznych zespołu jest kontrowersyjna kompozycja pod tytułem „Dziękujemy”. Tytułowe podziękowanie dotyczy wprowadzenia stanu wojennego i kierowane jest także do funkcjonariuszy ZOMO, które – według przekazu zawartego w utworze – ochroniły Polskę przed spiskiem syjonistów. Szerzej znane są także i inne wzbudzające niejednoznaczne opinie utwory. Niektórzy autorzy wskazują jednak na inne piosenki, szczególnie o robotniczym przekazie. Jednym z takich utworów jest „Koło zębate”, którego teksty są jak skrzyżowanie socrealizmu i futuryzmu. Innym wyróżnianym utworem jest piosenka „Fabryki”. Jej historia wiąże się z faktem, że lider zespołu Kielian pracował w Ustroniu, w tamtejszej hucie. Wówczas został powołany do wojska, a po zakończeniu służby fabryka była już zamknięta, a on sam przez kilka lat pozostawał bezrobotny. Ten przykład pokazuje socjologiczne tło prezentowanej twórczości zespołu. Natomiast utwory antyzachodnie niosą w sobie niewątpliwie ostrzegające przed wpadnięciem w sidła popkultury i uzależnienia gospodarczego. Utwór „Za waszą wolność” rozlicza z kolei Polaków z naiwnej wiary w szczerość intencji innych nacji oraz wynikającej z tej naiwności walki o nie swoje sprawy.

## Dyskografia

### Dyskografia zespołu
Dyskografia zespołu – albumy muzyczne i ich wydania:
- 1991 r./1992 r.: „Sztorm 68”, kaseta magnetofonowa[1][3][8][26]
- 1993 r.: „Sprawa Warta Krwi”, kaseta magnetofonowa[1][3][11][27]; inne wydania:
  - 1994 r.: kaseta magnetofonowa, wydawnictwo Fan Records (identyfikator F-005)[3][8][21][27],
  - 2014 r.: płyta kompaktowa, wydawnictwo Löngship Records, dwie wersje (identyfikatory: LSCDD 009, LSCD-D 009)[27][28][29]
- 1995 r.: „Sztorm 68”, kaseta magnetofonowa, wydawnictwo Fan Records (identyfikator F-008)[22][30]
- 2004 r.: „Muzyka Dla Elity!” – Sztorm 68 vs The Gits, płyta kompaktowa, wydawnictwo Olifant Records (identyfikator: Olifant Records 008)[1][8][15][31][32]
- 2013 r.: „Gołąbek Pokoju”, płyta kompaktowa, wydawnictwo „Sztorm 68 Self-released”[1][10][13]
- 2014 r.: „Czekając Na Sztorm...”, płyta kompaktowa, wydawnictwo Nadsat Productions (identyfikator: CD009), Löngship Records (identyfikator: LSCD 005), dwie wersje[12][30][33]
- 2018 r.: „Ideały”, płyta kompaktowa, wydawnictwo „Sztorm 68 Self-released”[34].

### Składanki
Składanki (albumy kompilacyjne), na których zamieszczono utwory lub utwór zespołu Sztorm 68:
- Oi! Dla Ojczyzny Vol. 1 (1994 r., Fan Records – F-004)[35][36]
- Muzyka ulicy muzyka dla mas:
  - Muzyka ulicy muzyka dla mas vol. 1 (2004 r., Olifant Records 006)[1][37][38][39]
  - Muzyka ulicy muzyka dla mas vol. 2 (2006 r., Olifant Records 014)[1][40][41][42]
- Nadsat (2005 r., Nadsat Productions – nadsat 001)[43]

## Odbiór i opinie
Sztorm 68 wskazywany bywa jako najważniejszy zespół reprezentujący narodowo-socjalistyczne skrzydło RAC (narodowo-lewicowe, narodowo komunistyczne, narodowo-bolszewickie, rewolucyjne). Klasyfikowany jest także jako zespół z nurtu redskins. Takie umiejscowienie zespołu na scenie narodowej mocno go wyróżnia spośród innych kapel. Niektóre publikacje mówią wręcz, iż jest to jedyny polski zespół w tym nurcie. Niewątpliwie jest także oceniany jako zespół nacjonalistyczny, wręcz jako zespół głoszący hasła radykalnie nacjonalistyczne, ale z odrzuceniem nazizmu. W tym kontekście uważany jest także za jedną z legend polskiej muzyki tożsamościowej. Podobne poglądy wielu osób (w tym także tych mocno niezgadzających się ze światopoglądem zespołu) wyrażają ich przekonanie, że zespół stanowi ikonę sceny muzycznej związanej z nacjonalizmem, czy subkulturą skinheads. Ponadto w teksach niektórych utworów zawarte są wyraźne treści antysemickie, ale nie ma jakichkolwiek innych przekazów rasistowskich. Pod tym względem (propagowanie poglądów antysemickich) plasowany jest w czołówce polskich zespołów. Zespół traktowany bywa także jako czołowy przedstawiciel nurtu neosłowiańskiego.
Opinie dotyczące twórczości zespołu mówią zarówno o jej dobrym i ciekawym brzmieniu pod względem muzycznym, w zasadzenie typowym dla muzyki oi!, choć specyficznym, charakterystycznym, zgodnym z klimatem przemysłowego miasta. Zaś w odniesieniu do przekazu płynącego z utworów, to pośród publicystów, którzy nie odrzucają twórczości „z góry”, wyłącznie z powodu nacjonalistycznych treści, można znaleźć opinie o typowym robotniczym etosie, walce, sile, robotniczych masach itp. Nie brak także odniesień do korzeni członków zespołu, czyli ulicy, subkultury czy w mniejszym stopniu środowisk chuligańskich. Ale oprócz tego dość oczywistego spojrzenia przypisywane są takie określenia jak: kontrowersyjna, czasem groteskowa i wręcz śmieszna, czasem poważna i wręcz przerażająca.
Według samych muzyków w swoich tekstach nie propagowali oni nigdy takich negatywnych zjawisk jak narkomania, zboczenia, anarchia, kosmopolityzm. Za to zawarte są w nich takie tematy jak miłość do ojczyzny. Takie ukierunkowanie przekazu – według nich – miało być w latach minionych przyczynkiem do bojkotowania zespołu i jego twórczości.
Do bardziej kontrowersyjnych kwestii poruszanych w piosenkach zespołu zaliczają się takie przekazy jak odwołania do ustroju Polskiej Rzeczypospolitej Ludowej, rewolucji, rządów ludowych, obalenia kapitalizmu czy pochwalające pewne aspekty dyktatur komunistycznych oraz negatywne lub co najmniej ostrożne spojrzenie na „zachód”, wzajemne stosunki, narzucane przezeń uzależnienie czy kulturę. Treści te zawarte są przykładowo w takich utworach jak „Dziękujemy” – pochwała wprowadzenia stanu wojennego w Polsce w latach 1981–1983 połączona z treściami antysemickimi, „Sztorm 68” – pochwała działalności Mieczysława Moczara i rozprawę z „żydostwem” z roku 1968, „Saddam Husajn” – pozytywna ocena postaci Saddama Husajna, „Szatański kraj” – krytyka mocarstwowej Ameryki, „Sztorm 68” – negatywny przekaz o syjonistycznym Izraelu, czy „Kto za tym stoi” – z krytycznym odniesieniem do liberalnego „zachodu”, „Ideały Bader Meinhoff” z płyty „Ideały” odczytywany jako ku czci niemieckiej Frakcji Armii Czerwonej. Niektórzy autorzy publikacji tak bardzo zapędzają się w krytyce tej twórczości i nurtu, że przekręcają przekaz płynący z konkretnych utworów np. „Aryjska Robotnicza Więź”, wykpiwana przez nich jako pochwała „aryjskiej robotniczej wsi”. Oprócz wyżej wspominanych zagadnień przekaz zawarty w twórczości zespołu i jego powiązaniach obejmuje także nurt neosłowiański. W ramach tego nurtu Sztorm 68 był ówcześnie najbardziej znaczącym zespołem.
Szczególne miejsce w twórczości zespołu ma najbardziej znany, omawiany i często krytykowany, wspomniany wyżej, utwór „Dziękujemy”. Krytycy zazwyczaj powierzchownie podnoszą, iż jest to pochwała wprowadzenia stanu wojennego, który niszczył społeczny zryw ku wolności, ujawnia poparcie dla komunizmu, z całkowitym pominięciem kwestii ofiar zomowców, przeważnie robotników, i w końcu poparcie dla Wojciecha Jaruzelskiego, a na dokładkę w połączeniu z treściami antysemickimi, co zresztą potwierdzane jest niejako także w innych utworach zespołu. Jednak niektórzy publicyści zwracają uwagę na fakt, iż jest naturalną konsekwencją jasno zdefiniowanej idei stanowiącej fundament dla twórczości i postaw zespołu. Ewidentnie ma on związek z polską szkołą koncepcji narodowego komunizmu (Zjednoczenie Patriotyczne „Grunwald”, partyjna frakcja „moczarowców”, Bolesław Piasecki – szef PAX’u). Prezentowane w tym utworze poglądy to interpretacja zaistniałych wydarzeń jako obrona porządku społecznego przed działaniami trockistów i syjonistów, którzy mieli ogromy wpływ na Solidarność i jej działania. Taka postawa zespołu określona jest w tych opiniach jako odważne przełamanie schematów i tabu panujących wśród wielu narodowców.
Według z kolei zwolenników nurtu narodowo-katolickiego sceny nacjonalistycznej skupionej między innymi wokół zespołu Legion, Sztorm 68 i inne zespoły jak przykładowo Konkwista 88 oraz Honor, to kapele które potrafią nawoływać tylko do robotniczych buntów i nienawiści do wszystkiego dookoła z dominacją aspektów destrukcyjnych, negacyjnych i które pobłądziły gdzieś w meandrach robotniczo-neonazistowsko-neopogańskiej filozofii. Przeczą jednak takiemu restrykcyjnemu spojrzeniu inne opinie podkreślające, że w twórczości Sztormu 68 nie brakuje obok wcześniej wymienionych także propozycji i rozwiązań pozytywnych.
Niektórzy zwolennicy zespołu określają się jako narodowa lewica, choć ich przeciwnicy zarzucają im związki z organizacją Falanga. Przy czym podnoszą oni w odniesieniu np. do 1-majowego pochodu, zorganizowanego niegdyś po sztandarem ugrupowania Zmiana, zarzuty typu tu łyse pały, tam długowłosi w koszulkach zespołu Sztorm 68, trudno powiedzieć, czy to lewa prawica, czy raczej zdeprawowana lewica, czy stosują wręcz określenia typu skino-staliniści, a także „moczarowcy”. Słuchaczami zespołu byli zarówno nacjonaliści, jak i lewicowcy, a ich utwory zamieszczano między innymi na tak różnych stronach internetowych jak Xportal prowadzony przez skrajnie prawicową organizację Falanga oraz na stronie internetowej trockistowskiej grupy Władza Rad. Krytycy nurtu rozważając kwestię przynależności ideologicznej zespołu stawiają tezę, że nie są oni ani prawicowcami ani patriotami i w zasadzie nie wiadomo do końca jak muzyków i ich przekaz sklasyfikować.
Publicyści zwracają uwagę, że na zespół o takim przekazie w Polsce tak prostu nie ma warunków, a nawet więcej, że nie bardzo można znaleźć warunki gdziekolwiek, ewentualnie w Rosji połowy lat 90. XX wieku. W zasadzie zespół wzbudzał wrogość zarówno wśród antykomunistów, jak i w jeszcze większym stopniu na lewicy. Albumy zespołu często sprzedawane były z ukrycia, spod lady, aby nie wywoływać problemów i nie urazić antykomunistów. W różnych okresach czasu dostęp do wydanej twórczości zespołu w mniejszym lub większym stopniu był jednak zawsze znacząco utrudniony. Jednak niektórzy autorzy, także wrodzy całej scenie nacjonalistycznej, zwracają uwagę, że różnice w poglądach, przekazach i działaniach różnych grup mimo wszystko nie przeszkadzają generalnie we współdziałaniu i współtworzeniu, w tym np. wspólnym koncertowaniu, czy wspólnych wydawnictwach muzycznych. Mimo ewidentnej odmienności przekazów w utworach muzycznych niektórzy autorzy „wrzucają ten zespół do jednego worka” razem z zespołami wprost prezentującymi treści faszystowskie, nazistowskie czy neonazistowskie, przypisując go do grupy zespołów muzycznych związanych z neofaszystowską sceną White Power, a w Polsce nazywaną mianem Narodowej Sceny Rockowej, przy czym publicyści ci twierdzą, że zespół ten podobnie jak inne przyczynia się do rozpowszechniania neofaszystowskiej ideologii. Co zaskakuje w takim podejściu to to, że sami oni stwierdzają jednak rozdźwięk między grupami NS, NR czy oi skinhead, ze szczególnym naciskiem na odrzucenie redskins przez pozostałe grupy.

## Odniesienia i covery
Twórczość Sztormu 68 w kilku utworach została sparodiowana przez zespół Odrodzenie 88. Takie utwory zamieszczone zostały na ich kasecie pod tytułem „Więźniowie Sumienia”. Z kolei zespół Rzeczpospolita Polska Oi zamieścił na swoim albumie z 2002 r. pod tytułem „Stop! Dla Unii Euro-pejsatej!!!” własne wykonanie utworu Sztormu 68 „Honor To Wierność”. Ten sam utwór zespół zamieścił także w albumie z 2004 r. zatytułowanym „Ku Chwale Ojczyzny!” zespołu R.P. Oi!. Utwór „Wilk” znalazł się w repertuarze wydawnictwa Noi!ze Gang Cover Band – Short Story About Polish Skinhead Scene – Always On The Wrong Side – Oi! z 2013 r. Ten ostatni cover znalazł się także na wydanym w 2003 r. przez zespół Antisemitex albumie „1998-2023 Silesian War Metal Attack”.

## Nazwa i symbole
Nazwa zespołu „Sztorm 68” nawiązuje do czystki antysemickiej urządzonej przez PZPR, która spowodowała, że z Polski wyjechała znaczna część tych polskich Żydów, którzy przeżyli zagładę. Zawiera w sobie liczbę 68, która wskazuje na antysyjonistyczne nastawienie i przekaz płynący z twórczości przezeń prezentowanej. Odnosi się ona bowiem do roku 1968 kiedy to w Polsce (ówcześnie pod rządami komunistów – Polska Rzeczpospolita Ludowa) miała miejsce wykreowana przez władze wyżej wspomniana akcja "antysyjonistyczna" – w rzeczywistości antysemicka. Taką identyfikację, poprzez ujęcie w nazwie zespołu tej liczby, przyjęto także w nazwach innych polskich zespołów tego nurtu, np. Deportacja 68.
Zespół posługuje się symbolem, na który składa się rysunek czaszki człowieka ze skrzyżowanymi kośćmi, a w tle znak błyskawicy przecinającej koło zębate. Oprócz tego posługuje się również znakiem graficznym na którym zamieszczono skrzyżowany miecz i młot. Ten drugi symbol ma być znakiem tak zwanych „Strasserystów”. Taka nazwa stosowana jest do lewicowych narodowych socjalistów, a pochodzi od nazwiska Georga Strassera, który był członkiem nazistowskiej NSDAP. Przynależał do lewicowego skrzydła tej partii. Pełnił między innymi funkcję kierownika do spraw propagandy i organizacji.